# Théâtre Nanterre-Amandiers
Le Théâtre Nanterre-Amandiers est une salle de théâtre située à Nanterre (France), érigée en Centre dramatique national.

## Présentation

### Historique
En 1965 a lieu le premier Festival de Nanterre, sous un chapiteau au lieu-dit Côte des Amandiers, d'où le nom de théâtre des Amandiers. La compagnie Pierre Debauche s'y produit et Monique Blin participe à la création du festival, en devenant la directrice de programmation.
Puis en 1966 a lieu le Deuxième Festival de Nanterre dans les hangars militaires désaffectés du terrain de l’actuelle faculté de Lettres de l'université de Nanterre.
Il faut attendre 1968 pour qu'un accord soit signé entre l'État et la Ville en vue de la réalisation d'une Maison de la culture à Nanterre. Le théâtre des Amandiers, encore à l'état de projet, programme au début de Mai 68 des séances de cinéma d'art et d'essai avec un film de Joris Ivens,, le réalisateur de documentaires néerlandais, surnommé « le Hollandais volant », qui porte un regard engagé et poétique sur le développement et ses inégalités. Le film vient de sortir le  13 décembre 1967, avec le soutien bénévole d'environ deux cents techniciens du cinéma, Loin du Vietnam, consacré à la guerre du Viet Nam, tandis que la bibliothèque municipale organise des séances de lecture de Élise ou la Vraie Vie, le roman de Claire Etcherelli paru en 1967 aux éditions Denoël qui vient de recevoir le prix Femina.
Le bâtiment sera construit par le célèbre architecte et urbaniste Michel Écochard (1905-1985). L'année 1969 voit l'ouverture d'un bâtiment provisoire du théâtre des Amandiers, alors sous la direction du tandem Pierre Debauche et Pierre Laville, préfiguration de la future Maison de la Culture. 1971 marque la création du Centre dramatique national de Nanterre.
Raoul Sangla est nommé en 1978 à la direction de la Maison de la culture, qui sera dissoute en 1982, en même temps que le Centre dramatique national de Nanterre.
Il se crée une SARL Nanterre-Amandiers dont Patrice Chéreau et Catherine Tasca deviennent directeurs de 1982 à 1990. Jean-Pierre Vincent leur succède ensuite.
L'Atelier de théâtre et de musique (ATEM) de Georges Aperghis s'installe à Nanterre en 1991 et une troupe permanente se crée en 1995. Stanislas Nordey et Jean Jourdheuil sont associés à la marche artistique de Nanterre-Amandiers. Stanislas Nordey et sa troupe partent en 1997.
Jean-Pierre Vincent quitte le théâtre des Amandiers en 2001 ; l'ATEM part cette même année.
Jean-Louis Martinelli est nommé à la direction du théâtre des Amandiers en 2002.
Philippe Quesne et Nathalie Vimeux lui succèdent en 2014. De juillet 2016 à décembre 2020, Philippe Quesne assure seul la direction du théâtre.
Depuis janvier 2021, Christophe Rauck est le directeur du théâtre Nanterre-Amandiers.

### Directions
Le théâtre a été successivement dirigé par :
- En tant que Maison de la Culture
  - de 1969 à 1974 Pierre Debauche / Pierre Laville
  - de 1974 à 1980 Pierre Debauche
  - de 1980 à 1982 Raoul Sangla et Monique Blin
- En tant que Centre dramatique national
  - de 1982 à 1990 Patrice Chéreau
  - de 1990 à 2001 Jean-Pierre Vincent
  - de 2002 à 2013 Jean-Louis Martinelli
  - de 2014 à 2016 Philippe Quesne / Nathalie Vimeux
  - de juillet 2016 à décembre 2020 Philippe Quesne
  - depuis janvier 2021 Christophe Rauck

## Accès
Le Théâtre Nanterre-Amandiers est localisé au 7 avenue Pablo Picasso, à Nanterre.
Il est accessible par la gare de Nanterre-Préfecture de la ligne A du RER.

## Au cinéma
- Les Amandiers (2022) de Valeria Bruni Tedeschi